# Oculus
Oculus (conocida en España como «Oculus: el espejo del mal» y en Hispanoamérica como «Oculus: el reflejo del mal») es una película de terror escrita y dirigida por Mike Flanagan. Su estreno mundial fue el 8 de septiembre de 2013 en el Festival Internacional de Cine de Toronto, mientras que su debut en los cines estadounidenses fue el 11 de abril de 2014.

## Argumento
Los eventos tienen lugar en dos períodos diferentes: hace once años y en el presente. Ambas tramas son narradas paralelamente a través de flashbacks. A continuación, la sinopsis está escrita cronológicamente.
Diez años atrás, el programador de computadoras Alan Russell (Rory Cochrane) se muda a una nueva casa junto a su esposa, Marie (Katee Sackhoff), y sus dos hijos, Tim y Kaylie (Garrett Ryan y Annalise Basso), de diez y doce años, respectivamente. Alan 
adquiere un antiguo espejo para decorar su oficina y esa misma noche comienza a tener alucinaciones de una mujer con ojos brillantes.
Al pasar el tiempo, Alan se vuelve altamente psicopático y la falta de afecto hacia su familia, junto a las ocasionales visiones que tienen los niños de la misteriosa mujer, hacen que Marie crea que su esposo le está siendo infiel. El espejo tiene varios poderes: genera alucinaciones en aquellos que viven en su esfera de influencia, haciendo que olviden beber agua y alimentarse, lo que les provoca la muerte. De alguna manera, se devora al perro de la familia, cambia la temperatura de las habitaciones y hace que las plantas se marchiten. También es capaz de interceptar las llamadas telefónicas y contestar el teléfono en lugar de los habitantes de la casa. Pero lo más importante es que puede protegerse a sí mismo de los que quieran destruirlo hasta hacer que se rindan. Marie está enfadada por el espejo y ataca a sus hijos. Alan la detiene y la encadena a la pared de su dormitorio. Los niños acuden a un vecino por ayuda, pero Alan lo convence de que todo está bien.
Una noche, después de sacar su pistola, Alan desencadena a Marie y juntos atacan a los niños. Marie vuelve a su cabales brevemente mientras estrangula a Kaylie, pero Alan la mata de un disparo. Los niños tratan de destruir el espejo, pero fallan debido su poder protector. Alan intenta asfixiar a Kaylie, pero Tim apunta el arma hacia él. Alan vuelve a la normalidad momentáneamente y obliga a Tim a dispararle. Aunque Alan acciona el gatillo, parece que Tim es el asesino.
Los niños prometen que regresarán cuando sean grandes para destruir el espejo en venganza. Cuando la policía se lleva a Tim, él ve cómo sus padres lo observan desde la ventana de la casa con los ojos brillantes. Tim es condenado por el asesinato y es puesto bajo cuidado psiquiátrico, mientras que Kaylie es enviada a un hogar de menores. Al pasar los años, los doctores convencen a Tim de que todos los eventos sobrenaturales que dice haber presenciado fueron solo engaños de su mente.
En el presente, Tim (Brenton Thwaites) cumple veintiún años y ya se encuentra completamente rehabilitado, por lo que es liberado. Kaylie (Karen Gillan) trabaja en una casa de subastas y ha tenido acceso al espejo por unos pocos días mientras es transferido a un nuevo comprador. Ella y Tim llevan el espejo a su antigua casa. Kaylie pretende demostrar la inocencia de sus padres al tiempo que Tim desea comprender lo que los psiquiatras le dijeron que había sucedido. Kaylie ha preparado un intrincado sistema para protegerse, como usar alarmas que le recuerden comer e hidratarse, situar plantas en diferentes lugares para medir la esfera de influencia del espejo e instalar varias cámaras para videograbar los eventos que ocurran. Lo más importante es que ha creado un «interruptor de la muerte»: un afilado péndulo que destruirá el espejo a menos que ella lo detenga cada treinta minutos. Kaylie detalla la historia del espejo al descubrir que cuarenta y cinco de sus antiguos dueños sufrieron muertes similares.
Al transcurrir la noche, el espejo constantemente hace trucos en sus mentes, logrando que Tim recuerde lo que realmente pasó en la casa. El espejo hace que los hermanos se paren frente a él para bloquear el péndulo, pero ellos logran recuperarse a tiempo. Kaylie mata a su novio, Michael (James Lafferty), cuando este llega de visita y el espejo crea una alucinación en ella para que lo vea como la mujer de ojos brillantes. Otras víctimas del espejo, incluyendo sus padres, «atacan» a los hermanos, pero estos se dan cuenta de que son solo ilusiones.
Finalmente, Tim es impulsado a terminar con todo y activa el «interruptor de la muerte», pero en ese mismo momento, Kaylie abraza el espejo atraída por un reflejo de su madre, haciendo que el péndulo la mate a ella y no destruya el espejo. Tim experimenta una alucinación que le impide verla hasta que está muerta. La policía llega a la escena, ya que Tim la llamó antes (aunque se cree que la llamada pudo ser interceptada por el espejo). Los oficiales descubren los cuerpos de Michael y Kaylie, así como un video que muestra a Tim activando el péndulo, implicándolo en las muertes. Tim es arrestado nuevamente y mientras la policía se lo lleva, ve a sus padres y a su hermana observándolo desde la ventana de la casa con los ojos brillantes.

## Reparto
- Katee Sackhoff como Marie Russell.
- Karen Gillan como Kaylie Russell.
- Brenton Thwaites como Tim Russell.
- Rory Cochrane como Alan Russell.
- James Lafferty como Michael.
- Annalise Basso como Kaylie Russell (joven).
- Garrett Ryan como Tim Russell (joven).
- Miguel Sandoval como Dr. Graham.
- Katie Parker como Annie.
- Kate Siegel como Marisol.

## Producción
El rodaje de Oculus comenzó el 24 de octubre de 2012 en Alabama, concluyendo el 27 de octubre de 2013.

## Recepción

### Crítica
De acuerdo al sitio especializado Metacritic, Oculus obtuvo 61 de un máximo de 100 sobre la base de 28 críticas comerciales, lo que significa «reseñas generalmente positivas». En la página web Rotten Tomatoes, la película mantiene un 73% de aprobación tomando en cuenta 139 opiniones profesionales. El consenso del sitio es:

With an emphasis on dread over gore and an ending that leaves the door wide open for sequels, Oculus could be just the first spine-tingling chapter in a new franchise for discerning horror fans.
Con un énfasis en el miedo al derramamiento de sangre y un final que deja la puerta abierta a secuelas, Oculus podría ser solo el primer capítulo escalofriante en una nueva franquicia para los fanáticos del terror exigente.

Por otra parte, más de 90.000 usuarios de la página Internet Movie Database le han dado a la cinta una calificación promedio de 6,5 de un máximo de 10.

### Taquilla
Durante su primer fin de semana en la cartelera estadounidense, Oculus fue exhibida en 2648 salas y recaudó $12 005 402, quedando en el tercer lugar de esa semana después de Captain America: The winter soldier y Río 2. En general, la película ha obtenido ganancias por $19 193 000 a nivel mundial.